# Tristelhorn
Tristelhorn eller Piz da Sterls är en bergstopp i Schweiz.   Den ligger i regionen Imboden och kantonen Graubünden, i den östra delen av landet, 140 km öster om huvudstaden Bern. Toppen på Tristelhorn är 3 114 meter över havet, eller 117 meter över den omgivande terrängen. Bredden vid basen är 0,42 km.
Terrängen runt Tristelhorn är huvudsakligen mycket bergig. Närmaste större samhälle är Chur, 17,4 km öster om Tristelhorn. 
Trakten runt Tristelhorn består i huvudsak av gräsmarker. Runt Tristelhorn är det ganska glesbefolkat, med 23 invånare per kvadratkilometer.